# Südwestrundfunk

Companiile publice de radio și tv din Germania (cu SWR în sudvest)

Südwestrundfunk (acronim SWR) este o companie publică de radio și televiziune din Germania, care transmite pentru landurile Baden-Württemberg și Renania-Palatinat. Studiourile SWR se află în Stuttgart, Baden-Baden și Mainz.